# Bryan Bayda
Bryan Joseph Bayda CSsR (ur. 21 sierpnia 1961 w Saskatoon) – kanadyjski duchowny greckokatolicki, eparcha Toronto od 2022.

## Życiorys
Święcenia kapłańskie przyjął 30 maja 1987 w zgromadzeniu redemptorystów. Po święceniach rozpoczął pracę w kolegium Saint Vladimir's a Roblin, a z czasem został jego dyrektorem. W 1994 został dyrektorem domu zakonnego w Toronto, zaś w latach 1997-2008 pracował w zakonnych parafiach kolejno w Saskatoon, Winnipeg i Yorkton.
2 maja 2008 mianowany ordynariuszem eparchii w Saskatoon, konsekrowany na biskupa 27 czerwca 2008.
28 kwietnia 2022 został mianowany eparchą Toronto.